# Emmanuelle de Dampierre
Pour les articles homonymes, voir Dampierre.
Titres
Épouse du prétendant légitimiste
aux trônes de France et de Navarre 
(en droit canon)
28 février 1941 – 20 mars 1975
(34 ans et 20 jours)
Épouse du prétendant carliste
au trône d'Espagne

(en droit canon)
28 février 1941 – 19 juillet 1969
(28 ans, 4 mois et 21 jours)
Signature
Emmanuelle de Dampierre, née à Rome en Italie, le 8 novembre 1913 et morte dans la même ville le 2 mai 2012,,, est la première épouse de Jacques-Henri de Bourbon, duc d'Anjou et de Ségovie (titres de courtoisie), prétendant légitimiste au trône de France et prétendant alphonsiste et carliste au trône d'Espagne. À la suite de son mariage, elle porta les titres de courtoisie de duchesse d'Anjou et de Ségovie et fut considérée par ses partisans comme reine consort de France et d'Espagne.

## Biographie

### Enfance
Vittoria Jeanne Emmanuelle Joséphine Pierre Marie de Dampierre est née le 8 novembre 1913 au Palais Ruspoli situé à Rome, alors capitale du royaume d'Italie.

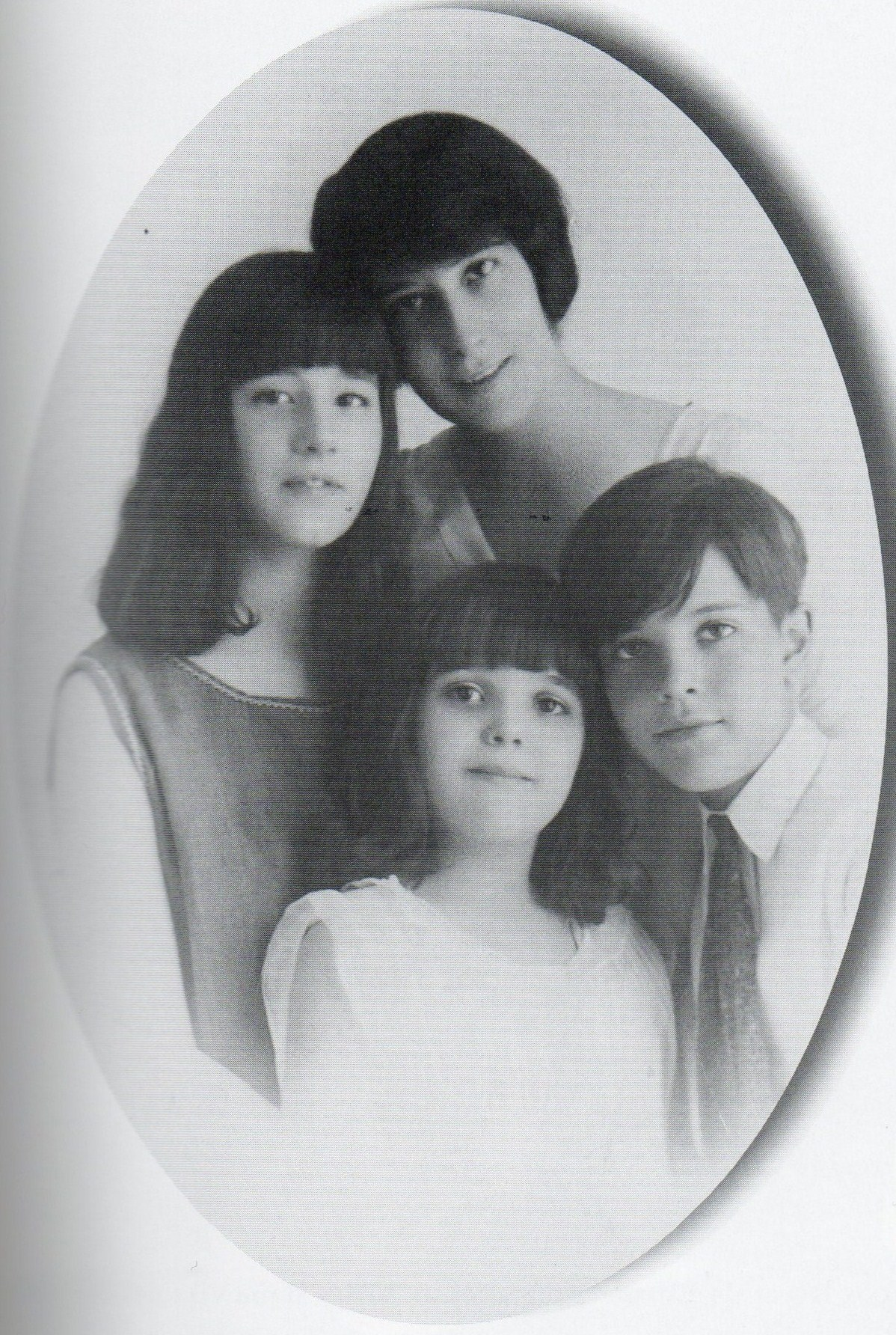
Emmanuelle de Dampierre avec sa mère et son frère et sa soeur.

Emmanuelle de Dampierre est la fille aînée de Roger de Dampierre (1892-1975), vicomte de Dampierre (titre de courtoisie), duc pontifical de San Lorenzo Nuovo et de son épouse la princesse Vittoria Ruspoli (1892-1982), des princes de Poggio Suasa et de Cerveteri. Emmanuelle passe les premières années de sa vie dans le 16e arrondissement de Paris puis dans le 17e arrondissement de Paris avec ses parents, son frère et sa sœur. Cependant, vers la fin de la Première Guerre mondiale, son père abandonne le domicile conjugal et sa mère revient vivre à Rome. Tout au long de son enfance, Emmanuelle ne voit pratiquement pas son père, ni la famille de ce dernier, avec lesquels elle n'a presque aucun contact. Bien qu'elle conserve quelques souvenirs de son arrière-grand-mère paternelle, c'est la famille maternelle d'Emmanuelle qui marque durablement son enfance. Après une longue période de séparation, ses parents divorcent en 1930 et son père se remarie en 1937 à Raymonde Dreyfus (1907-1967), petite-nièce du capitaine Alfred Dreyfus. 
La jeune « Manuela », comme la surnomme son beau-père, grandit donc à Rome au sein du palais Ruspoli, alors habitée par sa grand-mère la princesse douairière de Poggio Suasa. Élevée par des nannies, Emmanuelle apprend rapidement à parler anglais (grâce à Nanny Lancaster, sa première gouvernante) et pratique également l'italien, le français (ses langues maternelles), l'espagnol et enfin l'allemand. Dans ses mémoires, elle explique que, selon la reine Victoire-Eugénie, seules des gouvernantes anglaises peuvent correctement éduquer des jeunes filles pour en faire « des dames ». 
Jeune fille, Emmanuelle de Dampierre est donc éduquée dans un milieu dans lequel la culture, et particulièrement l'histoire, mais aussi l'art (sa mère est peintre) jouent un rôle primordial.
Grâce à la grande importance sociale de sa famille maternelle en Italie, Emmanuelle a fréquentée la famille royale italienne et s'est liée d'amitié avec le prince héritier Humbert, futur roi d'Italie. Cette relative proximité lui a notamment permis d'assister à des évènements plus intimes de la famille royale, tels que le mariage de la princesse Marie-Françoise avec le prince Louis de Bourbon-Parme en 1939.

### Un mariage inattendu
En grandissant, Emmanuelle devient une très jolie jeune femme, ce qui, ajouté à l'ancienneté de sa famille, lui permet d'avoir de nombreux soupirants. Cependant, bien que sa mère la pousse à se marier, Emmanuelle est toujours célibataire à l'âge de 20 ans. Engagée au sein de la Croix-Rouge italienne, elle ne pense pas à se marier. Cependant, lorsqu'une relation de sa mère, le roi déchu Alphonse XIII, arrive à Rome en 1931, il remarque qu'Emmanuelle cherche à sympathiser avec son second fils Jacques-Henri. Les deux se rencontrent pour la première fois au Grand Hôtel de Rome, c'est le roi Victor-Emmanuel et la reine Hélène d'Italie qui les présentent. Faisant miroiter à Vittoria Ruspoli que sa fille pourrait devenir infante d'Espagne, l'ex-roi Alphonse XIII réussit à faire fiancer son second fils et la jeune Emmanuelle. Pour cette dernière qui n'a presque jamais parlé avec l'infant, cette annonce est accueillie avec tristesse et colère. Cependant, les noces ont bien lieu le 4 mars 1935 et elle épouse donc le deuxième fils du roi déchu Alphonse XIII, le prince Jacques-Henri de Bourbon, qui porte le titre de courtoisie de duc de Ségovie (dont Franco ne leur fera jamais concession officielle). Emmanuelle raconte dans ses mémoires que ni elle ni Jacques-Henri ne souhaitaient ce mariage. Alphonse XIII réalise alors un excellent plan en unissant son second fils à Emmanuelle. En effet, cette dernière appartient à deux très grandes familles des noblesses française et italienne (sa mère a la qualification d'altesse sérénissime) ce qui ne déshonore pas les Bourbons. Cependant, elle n'est pas d'une naissance suffisamment élevée pour réaliser une union « égale » selon la Pragmatique sanction de 1776, écartant leurs descendants de la succession espagnole. 

Armoiries espagnoles de la duchesse de Ségovie après 1938, avec couronne de grande d'Espagne au lieu d'infante.

Pour certains royalistes espagnols, qui tiennent pour nulle la renonciation de son époux (que celui-ci récusera en 1949), elle est même la future reine d'Espagne.
Emmanuelle de Dampierre épouse donc le 4 mars 1935 à Rome l'infant Jacques-Henri de Bourbon (Jaime de Bórbon y Battenberg). Le mariage a lieu dans l'église baroque Saint-Ignace-de-Loyola de Rome. Sont présents à son mariage le roi Alphonse XIII et la reine Victoire-Eugénie, le prince Christophe de Grèce, le grand-duc Dimitri, l'infante Christine (et les autres membres de la fratrie), l'ambassadeur de France et celui du Brésil en Italie, ou encore la princesse Radziwill.
À cette occasion, la princesse reçoit une corbeille, offerte par son beau-père le roi Alphonse XIII. Cette dernière comprend entre autres « un diadème, un très long collier de perles, des perles noirs, des saphirs, etc. ». La valeur de la corbeille est similaire à celle reçue par l'infante Béatrice à son mariage.
Cependant, le mariage fait long feu. Emmanuelle de Dampierre ne tarde pas à découvrir que son époux est infidèle, qu'il est dépensier et qu'il a également des problèmes d'alcoolisme.
Au début de leur mariage, Jacques-Henri et Emmanuelle s'entendent plutôt bien. Cependant, leur relation se dégrade après la naissance de leur second fils, Gonzalve. En effet, Emmanuelle se sent humiliée par sa belle-famille qui lui rappelle souvent qu'elle est d'une naissance inférieure à son époux (à l'exception notable de la famille de la comtesse de Barcelone et notamment de l'infante Louise qui considère visiblement qu'Emmanuelle est altesse royale, le mariage morganatique n'existant pas en France). Malgré cela, Emmanuelle devient rapidement proche de l'ancien roi Alphonse XIII ainsi que de sa belle-sœur l'infante Cristina, qu'Emmanuelle surnomme « Crista ». Les relations sont cependant tendues avec le comte de Barcelone, avec qui elle ne s'entendra jamais vraiment. Elle explique dans ses mémoires que ce dernier redoutait constamment que le duc de Ségovie ne revienne sur sa renonciation. Emmanuelle maintient cependant de bonnes relations avec le reste de la famille royale, jouant par exemple au golf avec la reine et la comtesse de Barcelone. Malgré cela, les infidélités de son époux et leurs problèmes d'argent réguliers ont raison de leur mariage. Emmanuelle écrit dans ses mémoires que le mariage aurait pu être sauvé si la famille royale les avait plus soutenus.
Finalement, le couple se sépare en 1947 et ses deux enfants sont envoyés dans un internat en Suisse, où ils passent la plupart de leurs vacances scolaires.

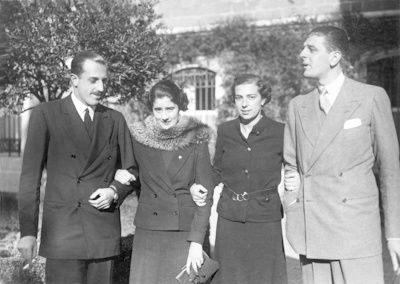
Emmanuelle accompagnés de son époux, de sa belle-soeur l'infante Beatriz et de l'époux de cette dernière.

Quelque temps après, Emmanuelle se remarie civilement en Italie avec le banquier italien Antonio Sozzani (1918-2007), président de la Banca di Credito di Milano puis de la Banque Indosuez (branche italienne), duquel elle se sépare deux décennies plus tard.
Emmanuelle de Dampierre est la marraine d'Olimpia Torlonia, fille de l'infante Béatrice et mère de la princesse Sibille de Luxembourg.

### Fin de vie
De 1947 jusqu'à sa mort en 2012, Emmanuelle de Dampierre est considérée, tant en Espagne qu'en France et dans de nombreuses cours européennes, comme la véritable épouse de l'infant. C'est à ce titre qu'elle est invitée à de nombreux événements royaux tels que le mariage de la princesse Maria-Pia d'Italie avec le prince Alexandre de Yougoslavie en 1955, celui du roi Baudouin de Belgique et de Fabiola de Mora y Aragón en 1960, celui de son neveu Juan Carlos d'Espagne avec la princesse Sophie de Grèce en 1962 (au contraire de son époux qui ne s'y rend pas), celui de sa filleule Olimpia Torlonia en 1965, celui de la grande-duchesse Maria Vladimirovna en 1976 ou plus récemment aux mariages des infantes Elena en 1987 et Cristina (filleule de son fils aînée) en 1997 et du prince Guillaume de Luxembourg et de sa nièce Sibilla Weiller en 1994.
Les années 1980 sont une période très difficile pour Emmanuelle de Dampierre. Après trois ans de séparation, son fils aîné, Alphonse de Bourbon, et l'épouse de celui-ci divorcent en 1982. Deux ans plus tard, en 1984, un grave accident de voiture coûte la vie au fils aîné du duc, François de Bourbon (1972-1984), tandis qu'Alphonse et son deuxième fils sont grièvement blessés. Enfin, en 1989, Alphonse de Bourbon meurt d'une grave blessure au cou dans un accident de ski aux États-Unis.

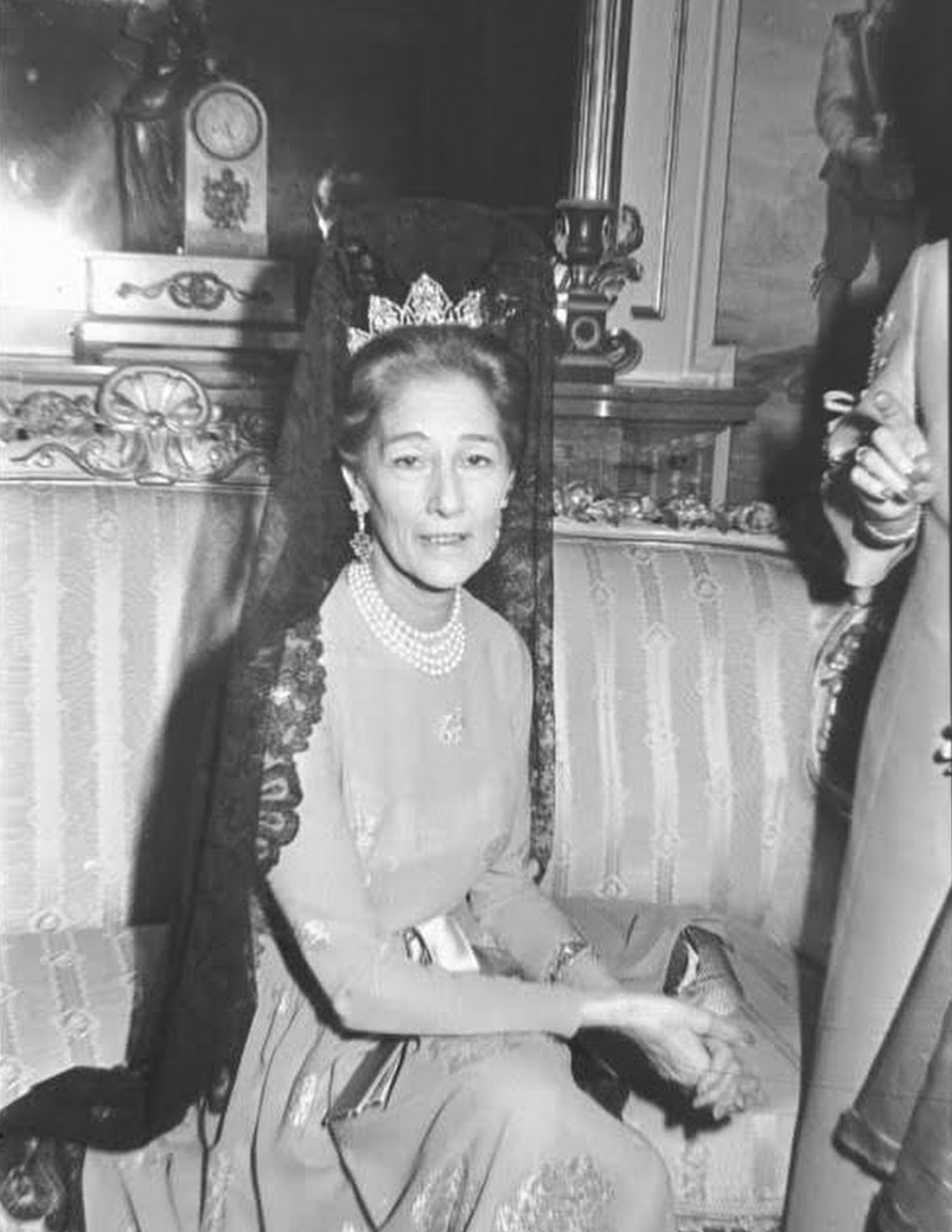
La duchesse de Ségovie au mariage de son fils ainé Alphonse futur duc de Cadix en 1972.

Emmanuelle de Dampierre cherche dès lors à prendre sous son aile son dernier petit-fils, Louis de Bourbon, duc d'Anjou, mais c'est finalement chez son autre grand-mère, María del Carmen Franco y Polo (1926-2017), que celui-ci s'installe. Emmanuelle de Dampierre accompagne cependant le prétendant légitimiste ou le représente lors de diverses cérémonies officielles, comme la messe anniversaire de la mort de Louis XVI qui a lieu tous les 21 janvier. La duchesse d'Anjou et de Ségovie s'implique également dans les querelles qui opposent Orléans et Bourbons, comme le montrent ses déclarations lors de l'attribution du titre de courtoisie de duc d'Anjou à Charles-Philippe d'Orléans par son oncle, le comte de Paris.
En 2003, la presse espagnole offre une large couverture médiatique à la publication des mémoires d'Emmanuelle de Dampierre : El Mundo et ¡Hola! en publient de longs extraits tandis que le journal ABC et le quotidien El País en font des critiques peu flatteuses.
Emmanuelle reste en bons termes avec les membres de la famille royale espagnole, même si elle ne les fréquente quasiment plus après son divorce. Elle n'en est pas moins toujours considérée par le prétendant au trône comme sa belle-sœur et véritable porteuse du titre de duchesse de Ségovie. Cependant, ce titre ne lui est reconnu que partiellement en Espagne. En effet, la Maison du roi s'adresse à elle comme Son Excellence Doña Emanuelle Dampierre, omettant son titre et le « de » avant Dampierre.
Elle écrira dans ses mémoires qu'elle ne sait pas si la famille royale le fait consciemment ou non. En effet le roi Juan Carlos ainsi que ses sœurs Pilar et Margarita l'appelèrent toujours « tante » ou « tante Manuela ».
La famille royale espagnole l'invite avec son petit-fils, à l'occasion du mariage du prince des Asturies et de Letizia Ortiz (actuels roi et reine d'Espagne). Il est important de notifier que la duchesse d'Anjou et de Ségovie est alors, avec la duchesse de Calabre, la dernière tante encore en vie de Juan Carlos Ier.
Elle meurt le 2 mai 2012 à Rome à l'âge de 98 ans. Ses funérailles sont célébrées le 11 mai 2012, en l'église Notre-Dame du Val-de-Grâce, par l'aumônier familial Christian-Philippe Chanut. Elle est ensuite inhumée au caveau familial de Dampierre du cimetière de Passy.

## Mariages et descendance

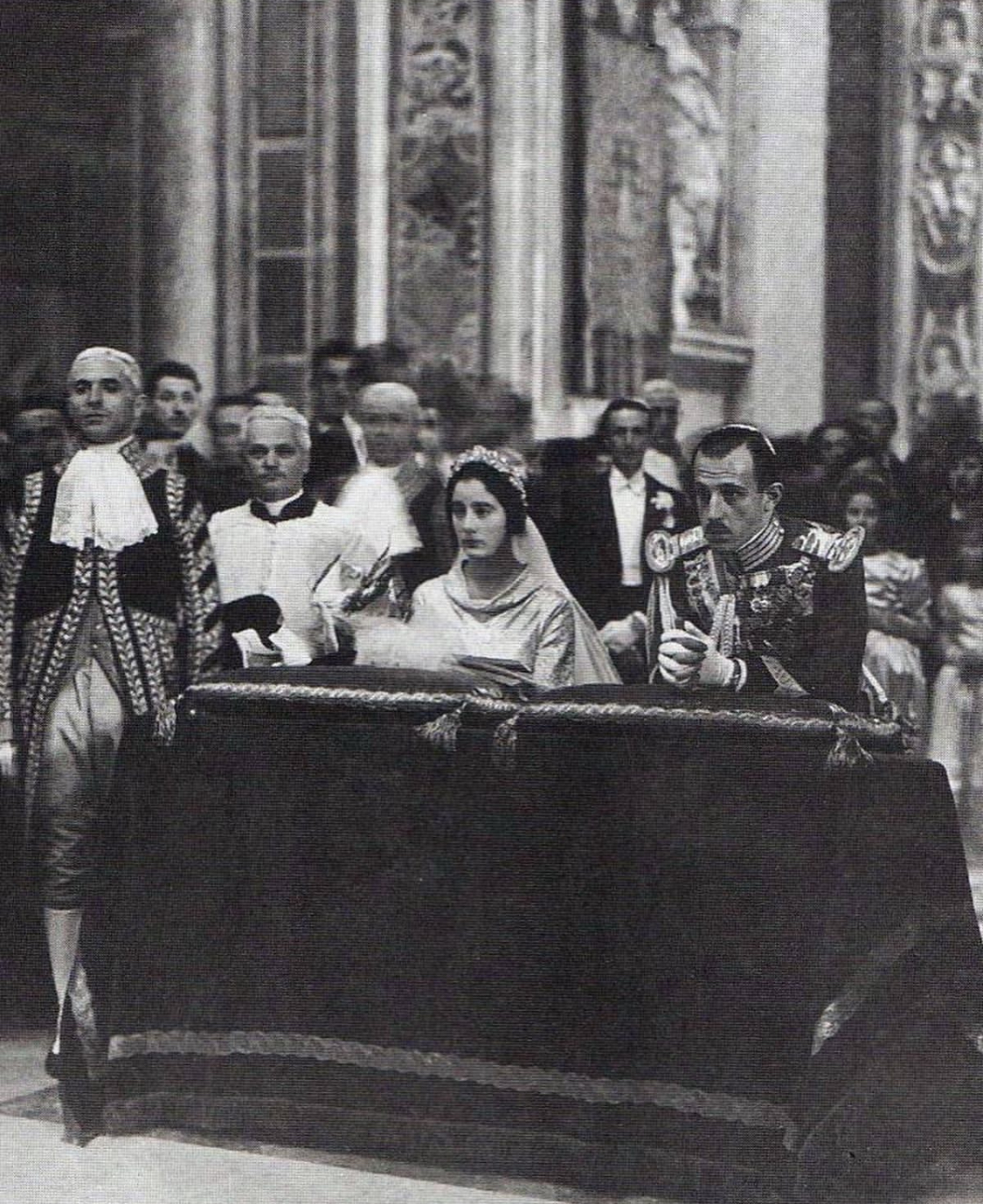
Emmanuelle de Dampierre et l'infant Jacques-Henri le jour de leur mariage en 1935.

Le 4 mars 1935, elle épouse à Rome, en l'église Saint-Ignace-de-Loyola, Jacques-Henri de Bourbon (1908-1975), duc de Ségovie, deuxième fils du roi Alphonse XIII, parti en exil puis déchu par la République espagnole. Cet événement réunit son beau-père, l'ex-roi Alphonse XIII, ainsi que le gotha qui est très représenté comme l'attestent les présences du prince Christophe de Grèce et de son épouse, du grand-duc Dimitri, de l'infante Christine (et les autres membres de la fratrie) ou encore de la princesse Radziwill, et même du prince héritier d'Italie et de son épouse, ainsi que de la reine de Portugal. Des représentants étrangers tels que l'ambassadeur de France et celui du Brésil en Italie sont également présents. Les noces sont célébrées par le cardinal Ségura, primat d'Espagne. C'est, selon l'usage espagnol, le roi Alphonse XIII qui conduisit la fiancée jusqu'à l'autel. Peu après ses noces, le couple princier est reçu en audience privée par le pape Pie XI. Enfin, le couple partit pour Londres afin de saluer la reine Victoire-Eugénie et la princesse Béatrice, mère et grand-mère du marié. Les témoins du marié sont l'infant Don Jaime (cousin éloigné de Jacques-Henri), le prince Louis-Ferdinand de Bavière (cousin germain de l'infant) , le prince Aymon de Savoie (duc de Spolète et d'Aoste et futur roi de Croatie).
Jacques-Henri et Emmanuelle ont par la suite deux enfants :
- Alphonse de Bourbon (1936-1989), duc de Bourbon et de Bourgogne (1950-1975), duc de Cadix (1972-1989) et duc d'Anjou (1975-1989), qui épouse Carmen Martínez-Bordiú (1951). D'où deux fils, François, duc de Bretagne puis duc de Bourbon et Louis, duc de Touraine, puis duc de Bourbon et ensuite duc d'Anjou ;
- Gonzalve de Bourbon (1937-2000), duc de Bretagne (1950-1972) puis duc d'Aquitaine (1972-2000), qui épouse d'abord civilement María del Carmen Harto Montealegre (1947), puis religieusement María de las Mercedes Licer García (1963) et enfin Emanuela Pratolongo (1960).

Sur un plan purement civil, le mariage d'Emmanuelle de Dampierre et de Jacques-Henri de Bourbon est annulé par le tribunal civil d'Ilfov, à Bucarest, en Roumanie, le 6 mai 1947. L'annulation civile est ensuite validée en Italie par la cour d'appel de Turin présidée> par Domenico Riccardo Peretti Griva (it), qui en ordonne la transcription à l'état civil de Rome le 3 juin 1949. Cependant, et conformément à la promesse du pape Pie XI, l'union n'est jamais annulée par l'Église et reste valide en France et en Espagne. En 2012, le duc d'Anjou fera part du décès de sa grand-mère paternelle en la qualifiant de « veuve de Mgr Jacques de Bourbon, duc d'Anjou et de Ségovie ».
Le 21 novembre 1949, Emmanuelle de Dampierre se remarie civilement à Vienne, en Autriche, avec Antonio Sozzani (1918-2007), agent de change puis président de banque et fils du banquier milanais Cesare Sozzani et de Cristina Alemani.

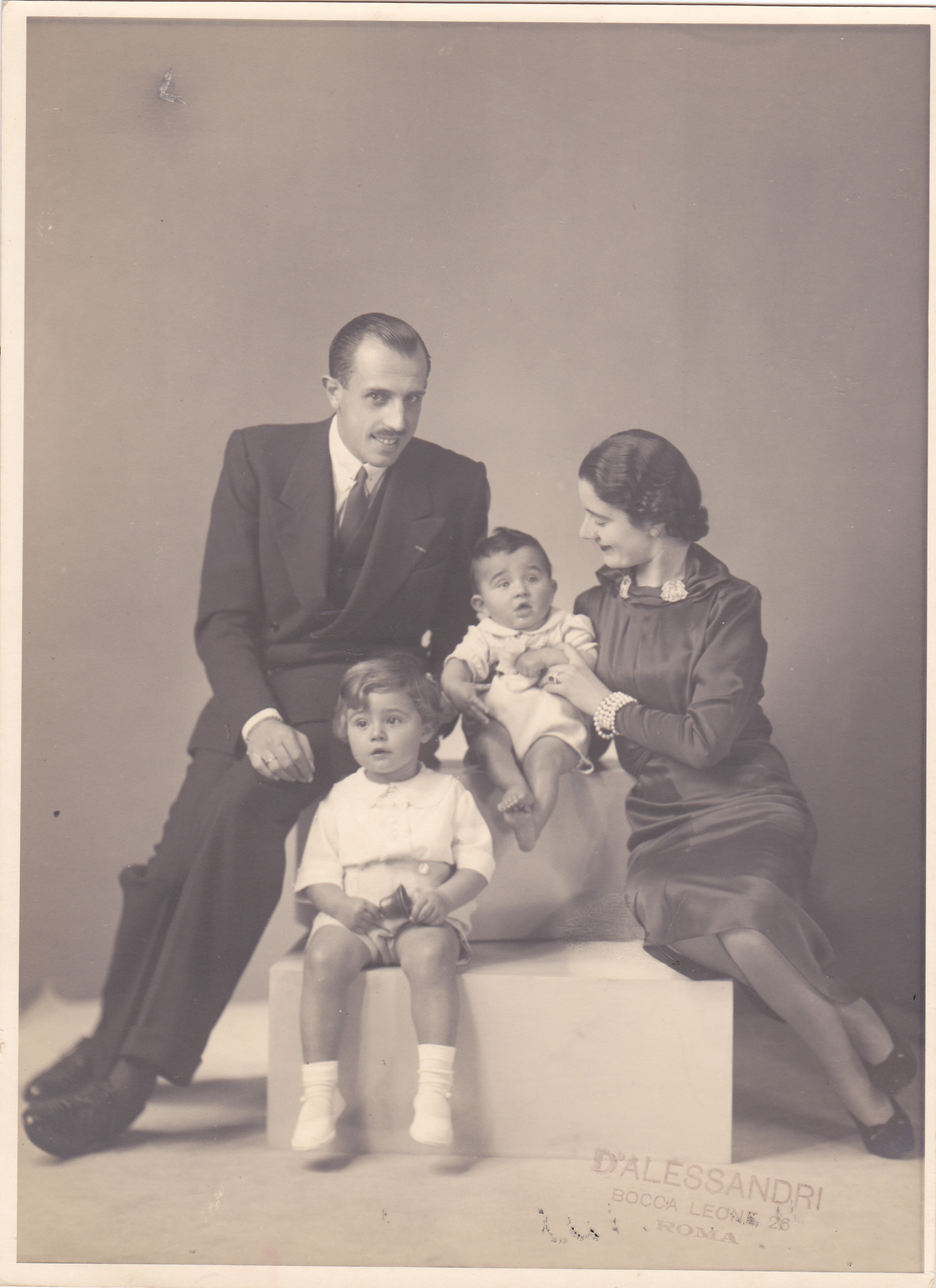
Le duc et la duchesse d'Anjou et de Ségovie avec leurs deux fils, Alphonse et Gonzalve en 1937.

## Titulature et décorations
Les titres portés actuellement par les membres de la maison de Bourbon n'ont pas d'existence juridique en France — ni le titre ducal de Ségovie en Espagne — et sont considérés comme des titres de courtoisie. Ils sont attribués par l'aîné des Bourbons. Épouse puis veuve du duc d'Anjou et de Ségovie, Emmanuelle de Dampierre porta les titres suivants :

### Titulature officielle
- 8 novembre 1913 — 4 mars 1935 : Mademoiselle Emmanuelle de Dampierre ;
- 4 mars 1935 — 2 mai 2012 : Son Excellence la duchesse de Ségovie[25].
  - Son Excellence Emmanuelle de Dampierre[25].
  - Son Altesse Royale la duchesse de Ségovie[39].

### Titulature de courtoisie
- 8 novembre 1913 — 4 mars 1935 : Mademoiselle Emmanuelle de Dampierre ;
- 4 mars 1935 — 29 septembre 1936 : Son Altesse Sérénissime la duchesse de Ségovie (son mari étant prince du sang royal de France) ;
- 29 septembre 1936 — 6 septembre 1938 : Son Altesse Royale la duchesse de Ségovie (son mari étant devenu fils de France) ;
- 6 septembre 1938 — 28 février 1941 : Son Altesse Royale la duchesse de Ségovie, dauphine de France ;
- 28 février 1941 — 28 mars 1946 : Son Altesse Royale Madame la duchesse de Ségovie ;
- 28 mars 1946 — 3 août 1975 : Son Altesse Royale Madame la duchesse d'Anjou et de Ségovie ;
- 3 août 1975 — 16 décembre 1986 : Son Altesse Royale Madame la duchesse d'Anjou douairière, duchesse de Ségovie (pendant que sa belle-fille était duchesse d'Anjou) ;
- 16 décembre 1986 — 6 novembre 2004 : Son Altesse Royale Madame la duchesse d'Anjou et de Ségovie ;
- 6 novembre 2004 — 2 mai 2012 : Son Altesse Royale Madame la duchesse d'Anjou douairière, duchesse de Ségovie (pendant que l'épouse de son petit-fils était duchesse d'Anjou).

### Honneurs
- Dame de la Croix-Rouge italienne ( Royaume d'Italie)[40].
- Dame de la société royale d'équitation de Séville ( Royaume d'Espagne, 1938)[41].
- Dame de l'ordre de la Reine Marie-Louise ( Royaume d'Espagne, 1935)[N 3],[N 4].
- Dame de l'ordre souverain de Malte ( Ordre de Malte)[42][Pas dans la source].

### Armoiries
Depuis le 28 février 1941, Emmanuelle de Dampierre portait des armoiries composées à dextre des pleines armes de France, et à senestre des armes de la maison de Dampierre, écus surmontés de la couronne fleurdelisée des rois de France.

Armoiries de la duchesse de Ségovie en Espagne, avec bandeau de dame de la société royale d'équitation de Séville (1935-2012).
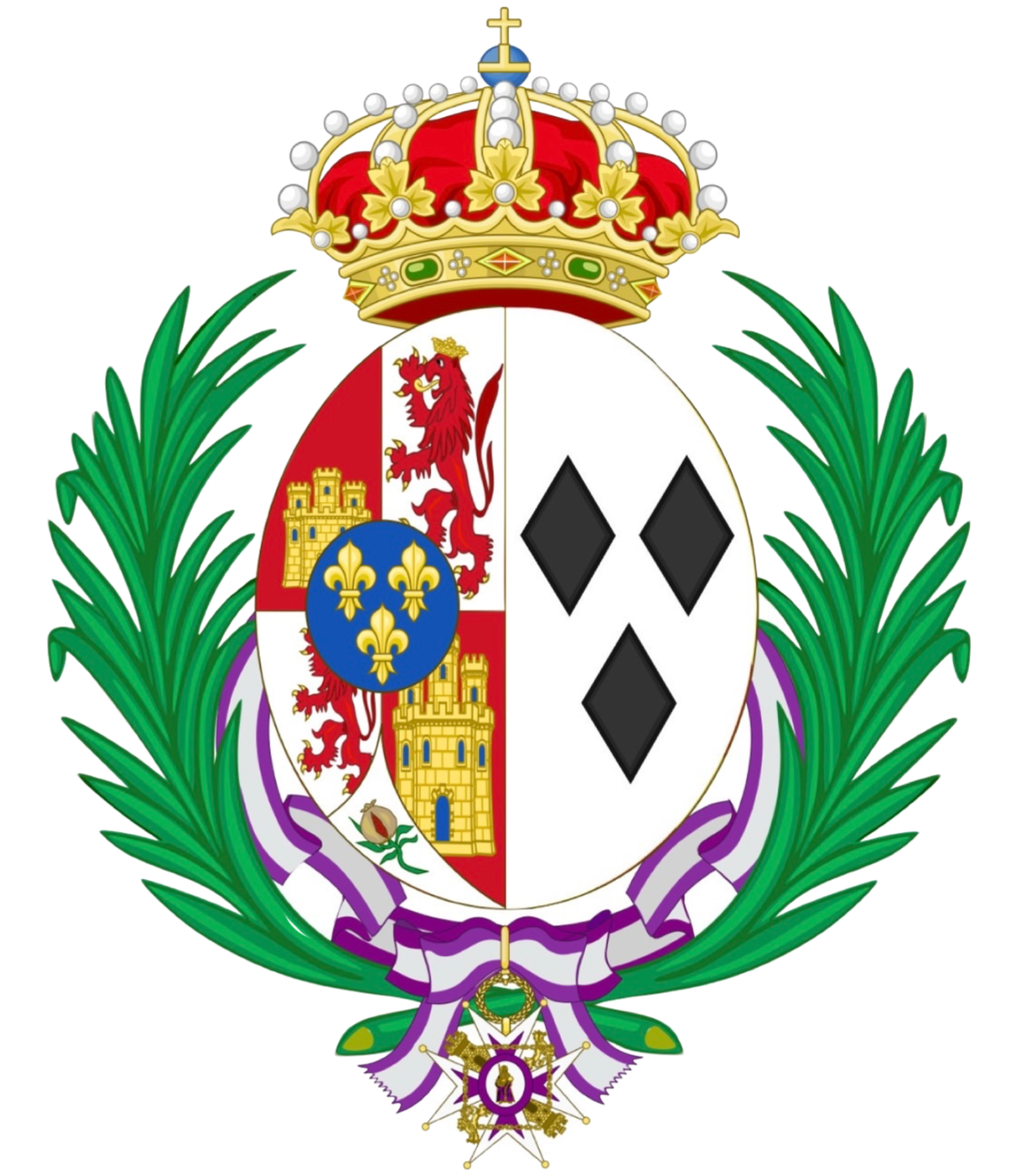
Armoiries de la duchesse de Ségovie en tant qu'épouse du prétendant au trône d'Espagne, avec le bandeau de l'ordre de la reine Marie-Louise (1941-1969).
Armoiries de la duchesse d'Anjou et de Ségovie en France (1941-2012).

## Dans la culture populaire
Le rôle d'Emmanuelle de Dampierre est interprété par l'actrice Fiorella Faltoyano dans le premier et le deuxième épisode de la mini-série espagnole Alfonso, el príncipe maldito (2010).

## Ascendance
|  |                                                               |  |  |  |  |  |  |  |  |  |  |  |  |  |  |  |
|  | 16. Aymar, marquis de Dampierre, pair de France               |  |  |  |  |  |  |  |  |  |  |  |  |  |  |  |
|  |                                                               |  |  |  |  |  |  |  |  |  |  |  |  |  |  |  |
|  |                                                               |  |  |  |  |  |  |  |  |  |  |  |  |  |  |  |
|  | 8. Vicomte Henri de Dampierre                                 |  |  |  |  |  |  |  |  |  |  |  |  |  |  |  |
|  |                                                               |  |  |  |  |  |  |  |  |  |  |  |  |  |  |  |
|  |                                                               |  |  |  |  |  |  |  |  |  |  |  |  |  |  |  |
|  | 17. Julie Charlotte d'Abbadie de Saint-Germain                |  |  |  |  |  |  |  |  |  |  |  |  |  |  |  |
|  |                                                               |  |  |  |  |  |  |  |  |  |  |  |  |  |  |  |
|  |                                                               |  |  |  |  |  |  |  |  |  |  |  |  |  |  |  |
|  | 4. Richard de Dampierre, 1er duc de San Lorenzo Nuovo         |  |  |  |  |  |  |  |  |  |  |  |  |  |  |  |
|  |                                                               |  |  |  |  |  |  |  |  |  |  |  |  |  |  |  |
|  |                                                               |  |  |  |  |  |  |  |  |  |  |  |  |  |  |  |
|  | 18. Francis Proteus Corbin                                    |  |  |  |  |  |  |  |  |  |  |  |  |  |  |  |
|  |                                                               |  |  |  |  |  |  |  |  |  |  |  |  |  |  |  |
|  |                                                               |  |  |  |  |  |  |  |  |  |  |  |  |  |  |  |
|  | 9. Elizabeth Tayloe Corbin                                    |  |  |  |  |  |  |  |  |  |  |  |  |  |  |  |
|  |                                                               |  |  |  |  |  |  |  |  |  |  |  |  |  |  |  |
|  |                                                               |  |  |  |  |  |  |  |  |  |  |  |  |  |  |  |
|  | 19. Agnes Rebecca Hamilton                                    |  |  |  |  |  |  |  |  |  |  |  |  |  |  |  |
|  |                                                               |  |  |  |  |  |  |  |  |  |  |  |  |  |  |  |
|  |                                                               |  |  |  |  |  |  |  |  |  |  |  |  |  |  |  |
|  | 2. Roger de Dampierre, 2e duc de San Lorenzo Nuovo            |  |  |  |  |  |  |  |  |  |  |  |  |  |  |  |
|  |                                                               |  |  |  |  |  |  |  |  |  |  |  |  |  |  |  |
|  |                                                               |  |  |  |  |  |  |  |  |  |  |  |  |  |  |  |
|  | 20. Antoine Carraby                                           |  |  |  |  |  |  |  |  |  |  |  |  |  |  |  |
|  |                                                               |  |  |  |  |  |  |  |  |  |  |  |  |  |  |  |
|  |                                                               |  |  |  |  |  |  |  |  |  |  |  |  |  |  |  |
|  | 10. Pierre Étienne Carraby, avocat à la Cour d'appel de Paris |  |  |  |  |  |  |  |  |  |  |  |  |  |  |  |
|  |                                                               |  |  |  |  |  |  |  |  |  |  |  |  |  |  |  |
|  |                                                               |  |  |  |  |  |  |  |  |  |  |  |  |  |  |  |
|  | 21. Jeanne Marie Leroy                                        |  |  |  |  |  |  |  |  |  |  |  |  |  |  |  |
|  |                                                               |  |  |  |  |  |  |  |  |  |  |  |  |  |  |  |
|  |                                                               |  |  |  |  |  |  |  |  |  |  |  |  |  |  |  |
|  | 5. Jeanne Marie Carraby                                       |  |  |  |  |  |  |  |  |  |  |  |  |  |  |  |
|  |                                                               |  |  |  |  |  |  |  |  |  |  |  |  |  |  |  |
|  |                                                               |  |  |  |  |  |  |  |  |  |  |  |  |  |  |  |
|  | 22. Charles Ybry, maire de Neuilly-sur-Seine                  |  |  |  |  |  |  |  |  |  |  |  |  |  |  |  |
|  |                                                               |  |  |  |  |  |  |  |  |  |  |  |  |  |  |  |
|  |                                                               |  |  |  |  |  |  |  |  |  |  |  |  |  |  |  |
|  | 11. Marie Marguerite Ybry                                     |  |  |  |  |  |  |  |  |  |  |  |  |  |  |  |
|  |                                                               |  |  |  |  |  |  |  |  |  |  |  |  |  |  |  |
|  |                                                               |  |  |  |  |  |  |  |  |  |  |  |  |  |  |  |
|  | 23. Clotilde Delbar                                           |  |  |  |  |  |  |  |  |  |  |  |  |  |  |  |
|  |                                                               |  |  |  |  |  |  |  |  |  |  |  |  |  |  |  |
|  |                                                               |  |  |  |  |  |  |  |  |  |  |  |  |  |  |  |
|  | 1. Emmanuelle de Dampierre                                    |  |  |  |  |  |  |  |  |  |  |  |  |  |  |  |
|  |                                                               |  |  |  |  |  |  |  |  |  |  |  |  |  |  |  |
|  |                                                               |  |  |  |  |  |  |  |  |  |  |  |  |  |  |  |
|  | 24. Don Francesco Ruspoli, 3e prince de Cerveteri             |  |  |  |  |  |  |  |  |  |  |  |  |  |  |  |
|  |                                                               |  |  |  |  |  |  |  |  |  |  |  |  |  |  |  |
|  |                                                               |  |  |  |  |  |  |  |  |  |  |  |  |  |  |  |
|  | 12. Prince Don Bartolomeo Ruspoli                             |  |  |  |  |  |  |  |  |  |  |  |  |  |  |  |
|  |                                                               |  |  |  |  |  |  |  |  |  |  |  |  |  |  |  |
|  |                                                               |  |  |  |  |  |  |  |  |  |  |  |  |  |  |  |
|  | 25. Comtesse Maria Leopoldina von Khevenhüller-Metsch         |  |  |  |  |  |  |  |  |  |  |  |  |  |  |  |
|  |                                                               |  |  |  |  |  |  |  |  |  |  |  |  |  |  |  |
|  |                                                               |  |  |  |  |  |  |  |  |  |  |  |  |  |  |  |
|  | 6. Don Emanuele Ruspoli, 1er prince de Poggio Suasa           |  |  |  |  |  |  |  |  |  |  |  |  |  |  |  |
|  |                                                               |  |  |  |  |  |  |  |  |  |  |  |  |  |  |  |
|  |                                                               |  |  |  |  |  |  |  |  |  |  |  |  |  |  |  |
|  | 26. Valerio Ratti                                             |  |  |  |  |  |  |  |  |  |  |  |  |  |  |  |
|  |                                                               |  |  |  |  |  |  |  |  |  |  |  |  |  |  |  |
|  |                                                               |  |  |  |  |  |  |  |  |  |  |  |  |  |  |  |
|  | 13. Carolina Ratti                                            |  |  |  |  |  |  |  |  |  |  |  |  |  |  |  |
|  |                                                               |  |  |  |  |  |  |  |  |  |  |  |  |  |  |  |
|  |                                                               |  |  |  |  |  |  |  |  |  |  |  |  |  |  |  |
|  | 27. Luigia Masucci                                            |  |  |  |  |  |  |  |  |  |  |  |  |  |  |  |
|  |                                                               |  |  |  |  |  |  |  |  |  |  |  |  |  |  |  |
|  |                                                               |  |  |  |  |  |  |  |  |  |  |  |  |  |  |  |
|  | 3. Princesse Donna Vittoria Ruspoli de Poggio Suasa           |  |  |  |  |  |  |  |  |  |  |  |  |  |  |  |
|  |                                                               |  |  |  |  |  |  |  |  |  |  |  |  |  |  |  |
|  |                                                               |  |  |  |  |  |  |  |  |  |  |  |  |  |  |  |
|  | 28. Lewis Agur Curtis                                         |  |  |  |  |  |  |  |  |  |  |  |  |  |  |  |
|  |                                                               |  |  |  |  |  |  |  |  |  |  |  |  |  |  |  |
|  |                                                               |  |  |  |  |  |  |  |  |  |  |  |  |  |  |  |
|  | 14. Joseph David Beers-Curtis                                 |  |  |  |  |  |  |  |  |  |  |  |  |  |  |  |
|  |                                                               |  |  |  |  |  |  |  |  |  |  |  |  |  |  |  |
|  |                                                               |  |  |  |  |  |  |  |  |  |  |  |  |  |  |  |
|  | 29. Mary Elizabeth Beers                                      |  |  |  |  |  |  |  |  |  |  |  |  |  |  |  |
|  |                                                               |  |  |  |  |  |  |  |  |  |  |  |  |  |  |  |
|  |                                                               |  |  |  |  |  |  |  |  |  |  |  |  |  |  |  |
|  | 7. Josephine Mary Beers-Curtis                                |  |  |  |  |  |  |  |  |  |  |  |  |  |  |  |
|  |                                                               |  |  |  |  |  |  |  |  |  |  |  |  |  |  |  |
|  |                                                               |  |  |  |  |  |  |  |  |  |  |  |  |  |  |  |
|  | 30. George Washington Giles                                   |  |  |  |  |  |  |  |  |  |  |  |  |  |  |  |
|  |                                                               |  |  |  |  |  |  |  |  |  |  |  |  |  |  |  |
|  |                                                               |  |  |  |  |  |  |  |  |  |  |  |  |  |  |  |
|  | 15. Elizabeth Shipton Giles                                   |  |  |  |  |  |  |  |  |  |  |  |  |  |  |  |
|  |                                                               |  |  |  |  |  |  |  |  |  |  |  |  |  |  |  |
|  |                                                               |  |  |  |  |  |  |  |  |  |  |  |  |  |  |  |
|  | 31. Elizabeth Ogden                                           |  |  |  |  |  |  |  |  |  |  |  |  |  |  |  |
|  |                                                               |  |  |  |  |  |  |  |  |  |  |  |  |  |  |  |
|  |                                                               |  |  |  |  |  |  |  |  |  |  |  |  |  |  |  |

## Œuvres
- Emmanuelle de Dampierre, « Lettre-préface » dans Jean Silve de Ventavon (préf. Madame la duchesse d'Anjou et de Ségovie), La légitimité des lys et le duc d'Anjou, Paris, Éditions Fernand Lanore ; François Sorlot, éditeur, coll. « Reflets de l'histoire », 1989, 233 p. (ISBN 2-85157-060-9, BNF 35023359, lire en ligne).
- Emmanuelle de Dampierre, « Lettre-préface » dans Jean-Louis Picoche (préf. S.A.R. Mme la duchesse d'Anjou et de Ségovie, ill. Daniel Lordey), La vie est un bal masqué : une chouannerie espagnole, Saint-Vincent-sur-Oust, Elor, 1998, 248 p. (ISBN 2-907524-95-X, BNF 36984290).
- (es) Emanuela de Dampierre et Begoña Aranguren, Memorias. Esposa y madre de los Borbones que pudieron reinar en España, Madrid, La Esfera de los Libros, coll. « Biografías y Memorias », 2003, 412 p. (ISBN 8497341414, présentation en ligne)